# Acacia insuavis
Acacia insuavis é uma espécie de leguminosa do gênero Acacia, pertencente à família Fabaceae.